# Sofia Harrison
Sofia Nicole Dador Harrison (sinh ngày 16 tháng 2 năm 1999) là một cầu thủ bóng đá nữ người Mỹ gốc Philippines hiện đang thi đấu ở vị trí hậu vệ trái cho câu lạc bộ Werder Bremen tại giải bóng đá nữ vô địch quốc gia Đức (Frauen-Bundesliga). Sinh ra ở Mỹ, cô chọn khoác áo đội tuyển bóng đá nữ quốc gia Philippines.

## Tham Khảo
1. 1 2 3  Sofia Harrison tại Soccerway. Truy cập January 15, 2022.
2. ↑  "Sofia Harrison - Women's Soccer". Slippery Rock University Athletics. Truy cập ngày 15 tháng 1 năm 2022.
3. ↑  "Sofia Harrison". Global Sports Archive. Truy cập ngày 15 tháng 1 năm 2022.